# Єржово
Єржово (рос. Ержово; рум. Hîrjău) — село в Рибницькому районі в Молдові (Придністров'ї). Знаходиться на лівому березі річки Дністер, на північ від районного центру — м. Рибниці.
Переважна більшість населення, згідно з переписом 2004 року — українці (67,0 %).

## Видатні уродженці
- Созінов Олексій Олексійович (1930—2018) — український селекціонер.